# Casa dels Quatre Rius
La Casa dels Quatre Rius és un edifici situat als carrers d'Avinyó (plaça de la Verònica) i de n'Arai i la plaça de George Orwell de Barcelona, catalogat com a bé cultural d'interès local.

## Història
El 22 de setembre del 1702, Jaume Oliva i Verdera adquirí tres cases al carrer d'Avinyó, on s'obre la plaça de la Verònica i el 1739, el seu fill Jeroni Oliva i Llampillas va iniciar la reforma de dues de les cases a la banda del carrer de les Arenes (actualment plaça de George Orwell).
El 1770, la finca va passar a mans de Maria Manuela Quixada, vídua de Josep Verdugo, que el 14 d'agost del 1772 sol·licità permís per a enderrocar les construccions existents i construir-hi un nou edifici sota la direcció del mestre de cases Jaume Fàbregas. Aquest renuncià poc després per falta de pagament, i el 1779, les seves filles van vendre la propietat a l'adroguer Antoni Nadal i de Casanovas, que impulsà novament les obres sota la direcció del mateix Fàbregas. Segons la carta de pagament presentada el 1782, aquestes s'efectuaren entre el 6 de setembre del 1779 i l'1 de març del 1781 i pujaren a 6.677 lliures i 16 sous.
El 1802, el seu fill Francesc Nadal i Darrer, advocat, va demanar permís per a convertir una finestra de la cantonada en porta d'una botiga. Mort sense descèndencia, la propietat passà primer al seu nebot Antoni Nadal i Vicent, i a la mort d'aquest el 1846, a la seva neboda Rosa Nadal i Dodero, que va encarregar al mestre d'obres Esteve Bosch i Gironella una reforma que afectà especialment la planta principal i la distribució dels espais de la planta baixa. Segons les cartes de pagament presentades el 1848, hi van treballar el fuster Magí Saladrigas i el serraller Esteve Jubany.
Rosa Nadal va morir el 1893, i en la partició dels béns feta pels seus hereus el 1894, la casa li va correspondre al seu fill Lluís Sagnier i Nadal, que va destinar-la a habitatges i botigues de lloguer, període en què va ser objecte de nombroses reformes de compartimentació. El 1913 fou heretada pel seu fill Enric Sagnier i Villavecchia, reconegut arquitecte de l'època, que el 1919 va fer-hi reformes, entre d'altres, l'obertura de nous passos i la remunta d'un pis més enlloc de les golfes a la façana del carrer d'Avinyó.
Després de molt de temps sense ús, l'edifici ha estat rehabilitat per a transformar-lo en hotel, i bona part de la distribució interior ha desaparegut, si bé se n'han conservat les façanes i se n'han restaurat els esgrafiats. El 2013 s'hi va inaugurar l'aparthotel de luxe Arai, amb una sala museu on s'exhibeixen peces i obres d'art de la col·lecció privada de la Fundació Arqueològica Clos, així com objectes i fotografies trobats durant la restauració de l'edifici.

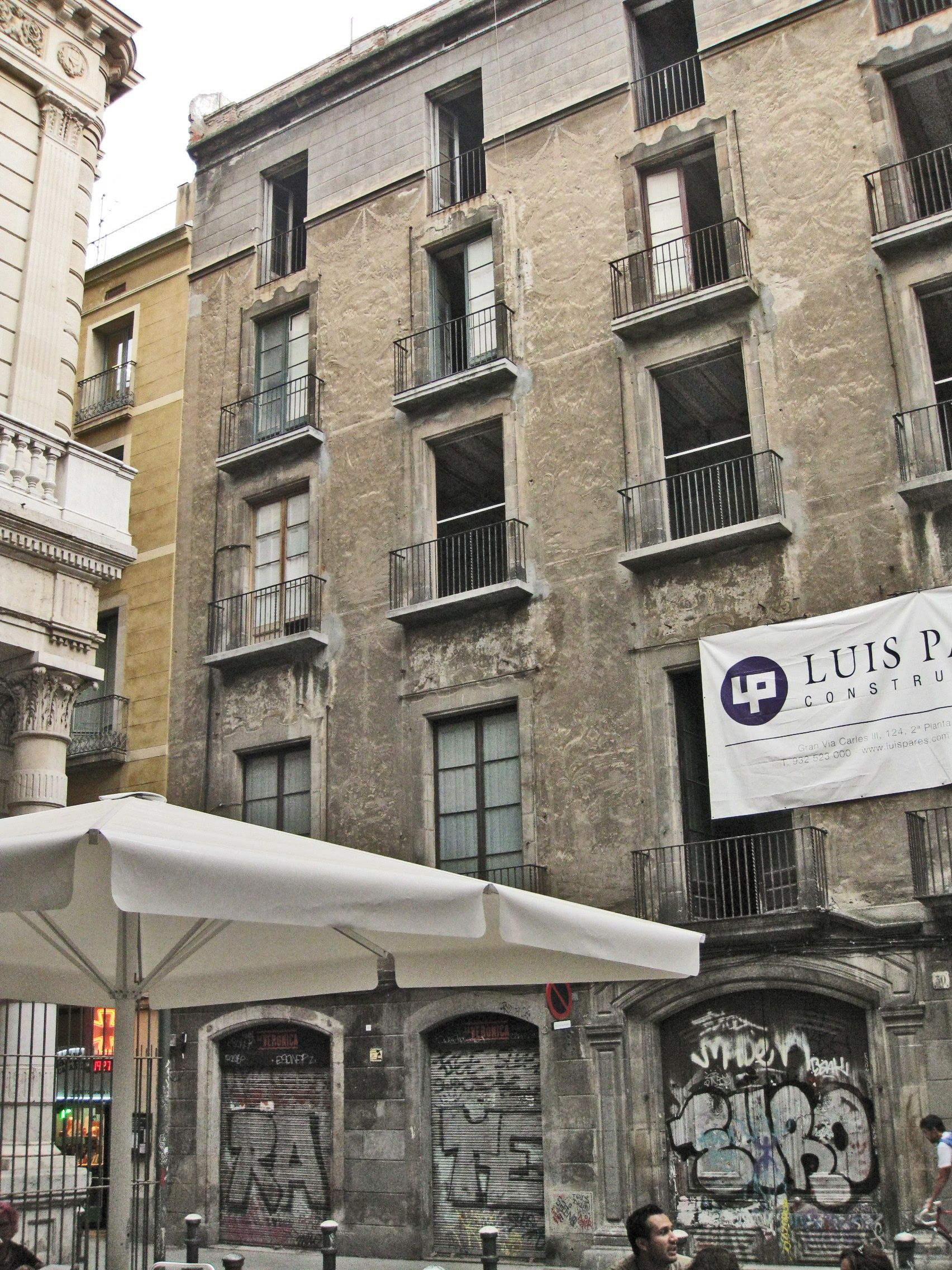
L'edifici l'any 2011, durant les obres de rehabilitació

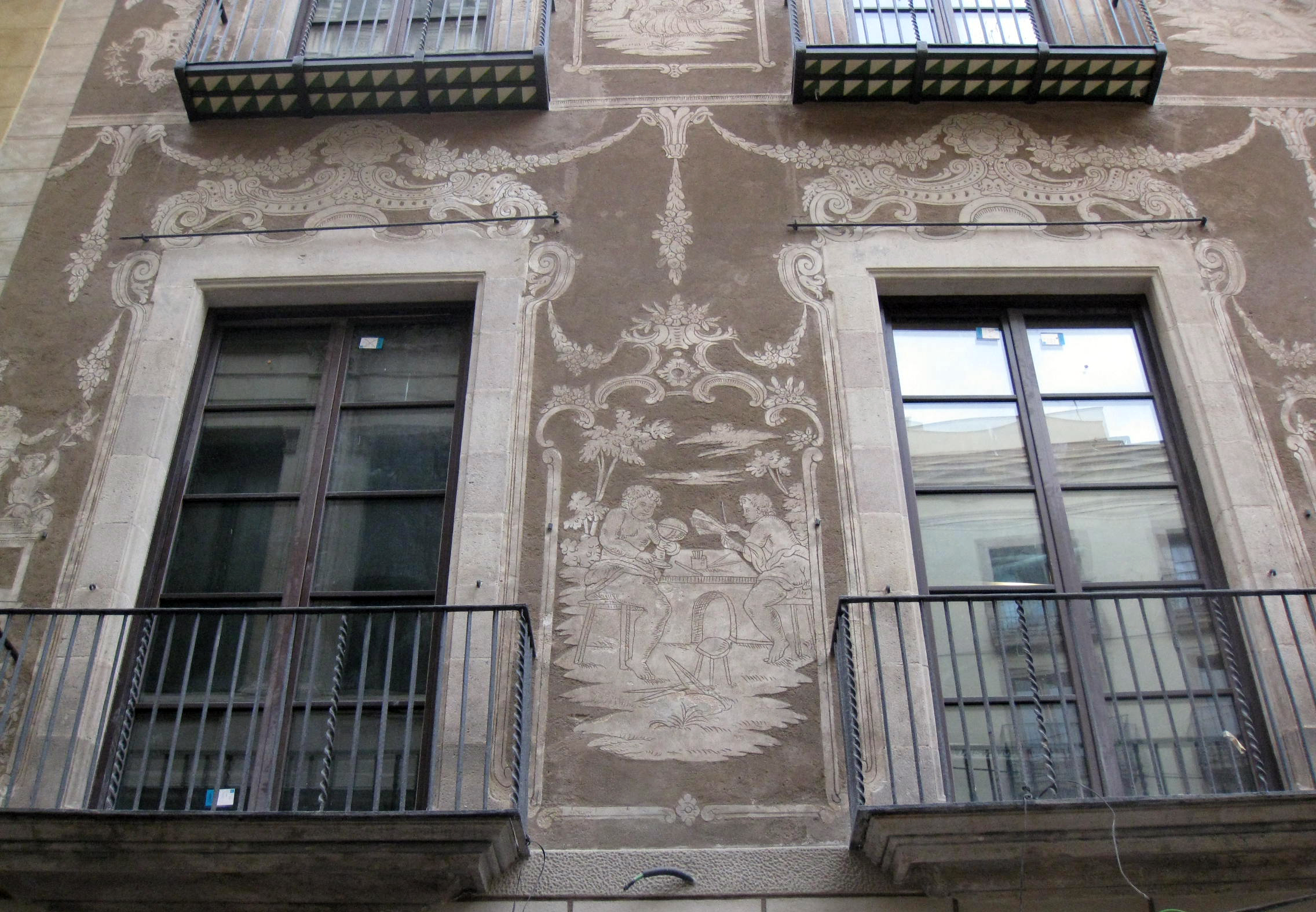
Detall dels esgrafiats del primer pis que dona al carrer d'Avinyó, on s'obre la plaça de la Verònica

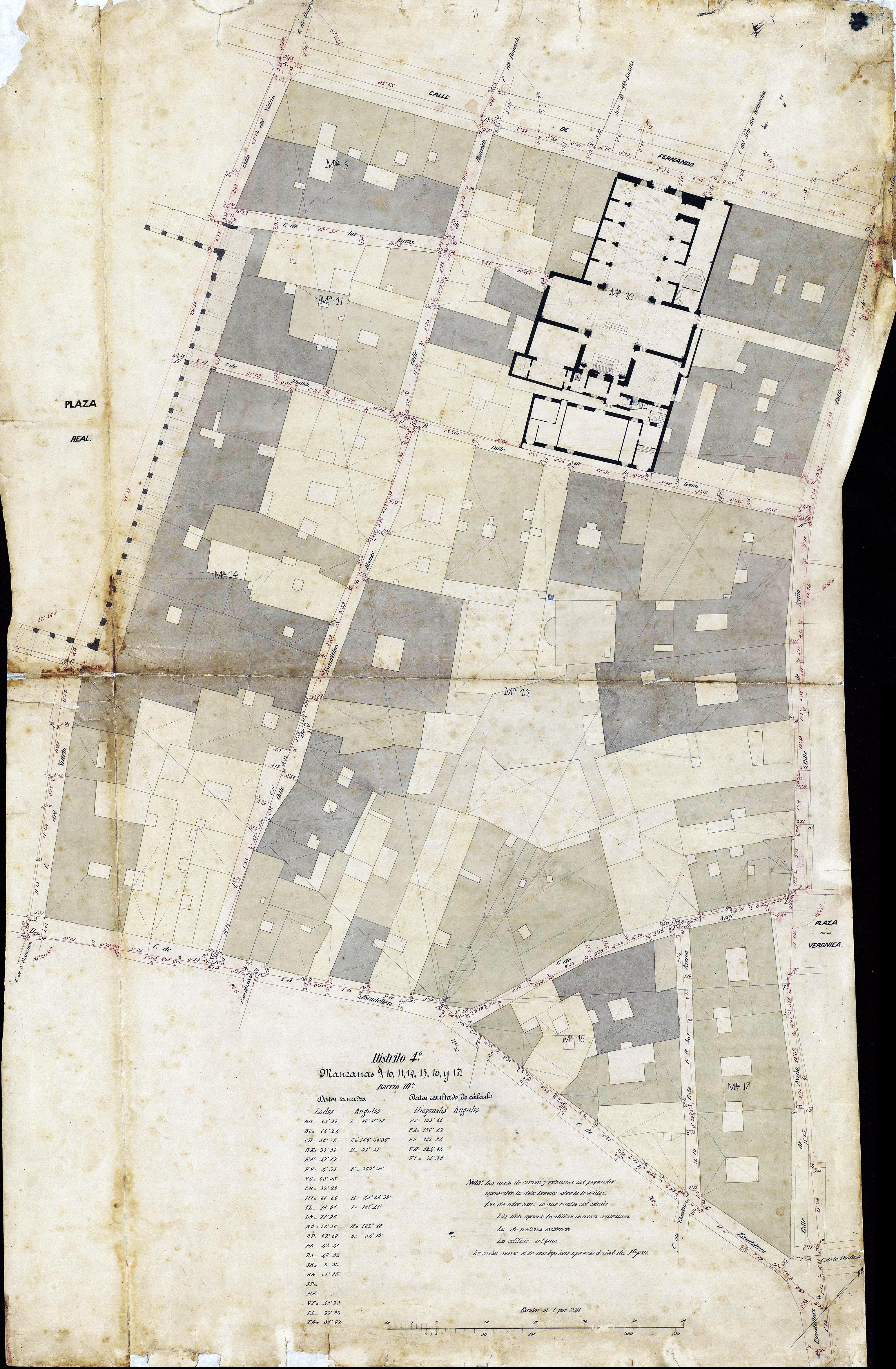
Quarteró núm. 117 de Garriga i Roca (c. 1860)

## Descripció
Es tracta d'un edifici a tres vents de planta baixa, planta noble i tres pisos més, tot cobert per un terrat pla transitable.
La façana principal (la del carrer d'Avinyó) encara conserva la distribució d'obertures de la darrera reforma del segle xx. Disposa de cinc obertures, amb la central, de majors dimensions, que es correspon amb l'entrada a l'antiga zona d'habitatges i que es troba flanquejada per sengles parelles de portes que donaven accés als dos locals comercials que ocupaven la planta baixa de l'edifici. Aquest nivell està construït íntegrament amb pedra i hi destaca especialment la porta central, amb un arc rebaixat i motllurat i pilastres adossades al costat dels brancals. La façana del carrer de n'Arai és molt més heterogènia pel que fa a les obertures, que corresponen a l'actual restaurant de l'hotel. La façana que s'obre a la plaça de George Orwell disposa de quatre portes d'accés, una de les quals dona al restaurant.
La planta primera presentava, abans de la transformació en hotel, dos habitatges clarament diferenciats i de proporcions dissemblants. El més gran ocupava la meitat de la finca cap al frontis de la plaça de George Orwell, mentre que cap al carrer d'Avinyó n'ocupava tot el frontis excepte el balcó més proper al carrer de n'Arai, que formava part de l'altre habitatge. Aquests dos habitatges s'organitzaven al voltant de dos celoberts centrals que emmarcaven la caixa d'escala, localitzada al centre de la finca. L'habitatge més gran comptava també amb un altell localitzat al voltant del celobert. Aquest primer pis, concebut en origen com a planta noble. s'obre al carrer d'Avinyó a través de cinc balcons amb volada de pedra i barana de ferro, en forma de finestres amb llinda i brancals motllurats que presenten una major alçària respecte de la resta d'obertures de la façana. L'habitatge més petit s'obria al carrer de n'Arai a través de diverses finestres de morfologia i alçària dissemblant, tres de les quals a manera de balcó en voladís. De la mateixa manera, el frontis cap a la plaça de George Orwell presenta una mateixa organització en tots els nivells de l'alçat, amb tres balcons en voladís i barana de ferro i una finestra.
Pel que fa al segon pis, la divisió dels habitatges era molt diferent, de tal forma que hi havia un habitatge que ocupava tota la banda del carrer d'Avinyó i l'altre que s'obria al frontis de la plaça posterior; també en aquest nivell es desenvolupava un nou celobert cap a la banda de la mitgera amb la finca veïna. La resta de pisos (tercer i quart) disposaven d'una mateixa organització, amb dos habitatges d'igual superfície que obrien al carrer d'Avinyó i a la plaça de George Orwell.
Els diferents pisos es cobrien amb un forjat de revoltó amb biga de fusta. L'edifici estava cobert amb un terrat pla transitable que donava lloc a una terrassa, la qual actualment està ocupada per una sèrie de construccions recents i per la piscina de l'hotel.
Però, sense cap mena de dubte, una de les característiques més rellevants de l'edifici és la decoració amb esgrafiats que presenta la façana del carrer d'Avinyó, uns dels millors de la seva època. Els esgrafiats es disposen a partir de la planta baixa, de pedra vista. El primer nivell desenvolupa un programa iconogràfic amb al·legories de les arts: la Música, la Pintura, l'Arquitectura i la Ceràmica, disposades al pany de paret que queda entre els balcons. Aquestes al·legories s'emmarquen amb uns motius mixtilinis i es completen amb una sèrie de garlandes que s'estenen cap a les finestres, les quals queden envoltades per uns marcs ornamentals.
El segon pis presenta la mateixa organització decorativa, però s'hi substitueixin les al·legories de les arts per unes altres de rius. Així, presenta emmarcats de grotescs, les personificacions del Danubi, el Nil, el Ganges i el riu de la Plata, d'aquí la denominació popular de l'edifici. A la tercera planta la decoració es torna més senzilla, amb quatre grans medallons penjant d'una garlanda.
Pel que fa a la resta de les façanes, la del carrer de n'Arai també presenta esgrafiats, però no la de la plaça de George Orwell (urbanitzada el 1989 i que va fer desaparèixer el carrer de les Arenes), que originalment tenia poca rellevància.